# Jean-Louis Rivière
Pour les articles homonymes, voir Rivière (homonymie).
Jean-Louis Rivière est un homme politique français né le 16 juillet 1766 à Meyssac (Corrèze) et mort le 28 avril 1848 à Agen (Lot-et-Garonne).

## Biographie
Magistrat sous l'Empire, premier avocat général à Agen, il est député de Lot-et-Garonne de 1816 à 1822, siégeant au centre-droit. Il est rapporteur, en 1816, de la loi sur les établissements ecclésiastiques. Il est procureur général à la cour royale d'Agen en 1817.

## Sources
« Jean-Louis Rivière », dans Adolphe Robert et Gaston Cougny, Dictionnaire des parlementaires français, Edgar Bourloton, 1889-1891 [détail de l’édition]